# Hanzel Lacayo
Hanzel Lacayo (Managua, Nicaragua, 12 de diciembre de 1984) es un poeta, narrador y fotógrafo nicaragüense que desde su juventud se ha destacado en el campo de la poesía y la microliteratura.

## Reseña biográfica
Hanzel Lacayo nació en la ciudad de Managua el 12 de diciembre de 1984. Comenzó a escribir desde los ocho años. Mientras estudiaba quinto año de secundaria en el Colegio Alemán-Nicaragüense, se publicó su primer poemario “Discrepancias”, para esos años sus poemas ya eran publicados en revistas como 400 elefantes, La Prensa Literaria y Decenio; en este primer poemario ya escribía sobre la muerte, angustia, vejez y otros poemas de carácter filosófico. En el año 2010 la revista latinoamericana de poesía “Prometeo” publicó los poemas “El criterio está errado”, “La desaparición del marireno” y “Sailor’s not waiting” del escritor Uwe Kolbe de origen alemán y que fueron traducidos por Hanzel.
En 2011 integró un equipo junto a dos profesores de la Universidad de Australia que se encargarían de la traducción del poemario de lujo “Quiero que sepas” con poemas de escritores austriacos; el poemario fue presentado en el Festival Internacional de Poesía de Granada 2011.
En los inicios de su trayectoria literaria fue miembro de la revista “Tribal Literario”,  enfocada a la literatura esotérica y mítica, fundamentada en filosofías fatalistas o de corrientes irracionales. Ha participado en diferentes festivales internacionales y nacionales como el "Primer Festival Internacional de Poesía en Puerto Rico” (2008), "Quinto Encuentro Internacional de Poetas El Turno del Ofendido, El Salvador” (2008), en el Festival Internacional de Poesía de Granada 2011. Durante el 2008 la “Asociación de Artistas de Nicaragua: Rafael Gastón Pérez” lo nombró Escritor del Año.

## Temas y escuela de sus poemas
Los escritos de Hanzel, presentan la personificación de la persona humana en la naturaleza, muestra a través de metáforas la renovación de los temas universales, se muestra reflexivo, doloroso y lírico ante los acontecimientos que marcan su vida. Sus sentimientos embargan el tiempo, el amor, el desamor, la muerte (sentimientos que surgen con la muerte de su mamá), derrotas, paradojas; la negación de su ser son esenciales en su manera de interpretar la vida, de personificarla.
Sus poemas siguen las inspiraciones y modismos del modernismo de Rubén Darío, en el uso elocuente de las palabras, el retorno a la literatura francesa propias del modernismo, aunque se mantiene de igual manera la expresión vanguardista en la soltura de los versos (asimetría) y versolibrismo. En compañía con otros poetas de renombre se enlista en la generación literaria del 2000.

## Reconocimientos
- Primer Premio de Poesía en Homenaje a Rubén Darío (Primer lugar con "Número Imaginario").
- Primer Concurso de Cuento: UCA Literaria (Primer lugar con "Tres Señales").
- Concurso de Cuento La Prensa (Segundo lugar con "Tres Señales").
- Concurso de microrrelato Cuento Magazine "Un lago tranquilo". (Primer lugar).[9]

## Obras publicadas

### Impresas
- Discrepancias (2000)
- A Contenciones, conspiraciones... (2006)
- Días de ira (2008)
- Hasta el fin (2011)

### Digitales
- Maletas Ligeras (Microrrelatos) (2012)
- A cherry on top (Microrrelatos) (2013)
- Photografy (Fotografías) (2014)
- El libro de las separaciones (2014)